# Aldnoah.Zero

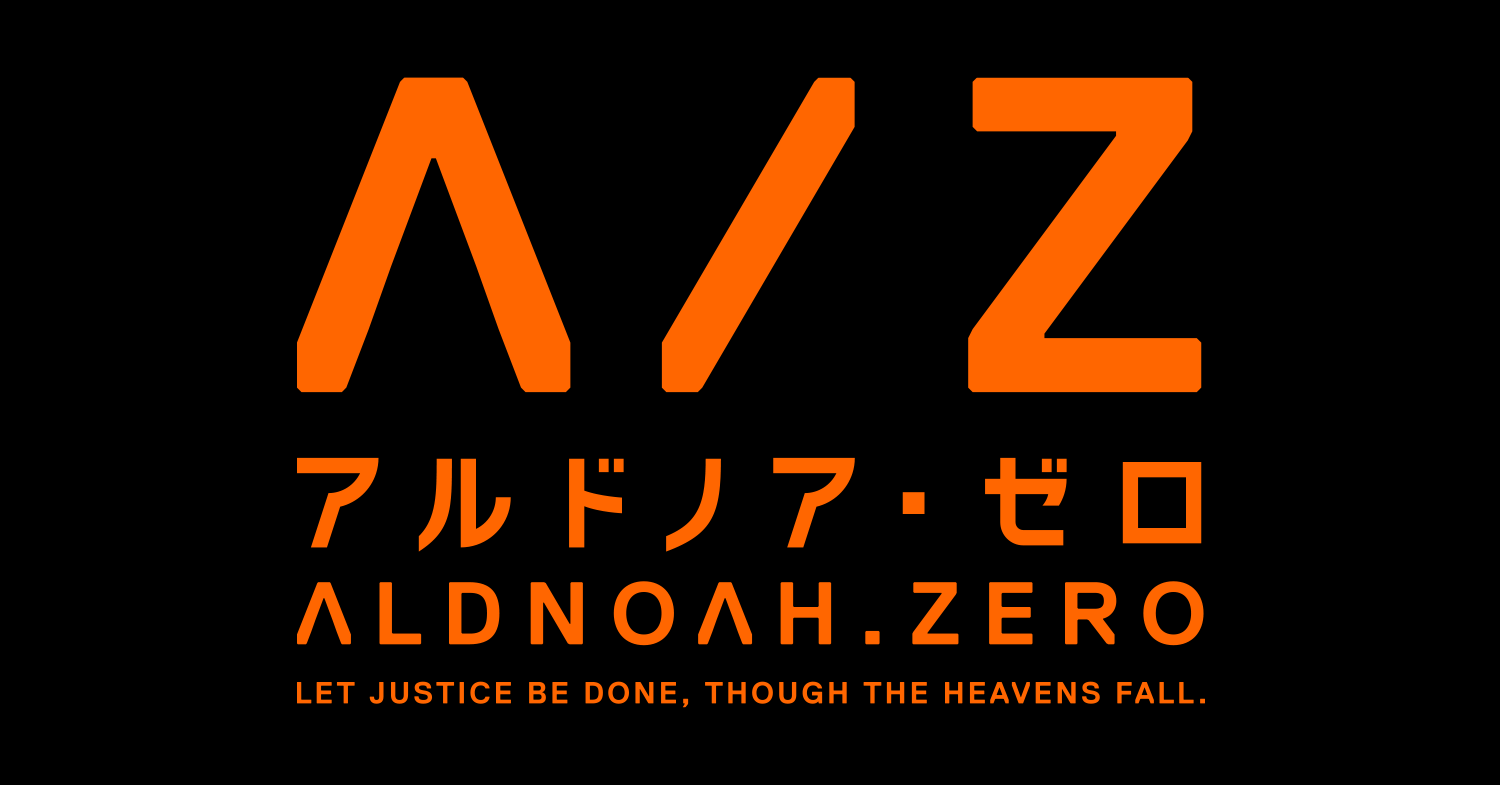
Logo do anime

Aldnoah.Zero (em japonês: ロルドノア・ロロ), estilizado como ΛLDNOΛH.ZERO, é uma série de televisão japonesa criada por Olympus Knights e pela A-1 Pictures. A série estreou em julho de 2014 e, em março de 2015, apresentava duas temporadas completas de 12 episódios, com Urobuchi, Katsuhiko Takayama e Shinsuke Onishi, e depois Hiroyuki Sawano e Kalafina, respectivamente, recebendo roteiro principal e créditos musicais.

## Sinopse
Em 1972, durante a missão Apollo 17, um antigo artefato alienígena chamado "Hypergate" foi descoberto na superfície da Lua, permitindo uma viagem quase instantânea para Marte. Depois que os colonos descobrem tecnologia alienígena adicional em Marte (apelidado de "Aldnoah"), eles declaram unilateralmente a independência da Terra para fundar o Império Vers. Mais tarde, os Vers declara guerra à Terra e, em 1999, uma batalha na superfície da Lua faz com que o Hypergate exploda, destruindo parte da Lua e criando um anel de detritos ao redor da Terra. Isolados de Marte, os remanescentes do Exército Vers estabelecem várias estações espaciais dentro do cinturão de detritos e um cessar-fogo foi estabelecido. 15 anos depois, em 2014, um atentado à Primeira Princesa de Vers durante uma missão diplomática faz com que o Império e seus 37 clãs de Cavaleiros Orbitais iniciem um novo ataque à Terra, desta vez determinados a conquistá-la de uma vez por todas.

## Elenco
| Personagem              | Dublador                    |
| ----------------------- | --------------------------- |
| Inaho Kaizuka           | Natsuki Hanae               |
| Slaine Troyard          | Kensho Ono                  |
| Asseylum Vers Allusia   | Sora Amamiya                |
| RayRegalia Vers Rayvers | Shinji Ogawa, Takayuki Sugō |
| Lemrina Vers Envers     | Shiina Natsukawa            |
| Darzana Magbaredge      | Ai Kayano                   |
| Koichiro Marito         | Kazuya Nakai                |
| Saazbaum                | Tōru Ōkawa                  |
| Eddelrittuo             | Inori Minase                |

## Trilha sonora
A trilha sonora da série foi composta por Hiroyuki Sawano. O primeiro álbum foi lançado em 10 de setembro de 2014 com 20 faixas, incluindo performances vocais de Aimee Blackschleger, Cyua, Mika Kobayashi e mpi. Um segundo álbum de trilha sonora foi incluído no sexto volume de Blu-ray e DVD do anime, que foi lançado em 18 de março de 2015. O segundo álbum trilha sonora possui 19 faixas, com vocais de Sora Amamiya para a faixa "Harmonious".

A música tema de abertura da primeira temporada foi "Heavenly Blue", interpretada por Kalafina, As músicas tema final da primeira temporada foram "A / Z" e "aLIEz", ambas interpretadas por SawanoHiroyuki [nzk]: mizuki. A música tema de abertura da segunda temporada foi "& Z" de SawanoHiroyuki [nZk]: mizuki, e a música-tema de encerramento foi "Genesis" de Eir Aoi , com o episódio 23 apresentando "Harmonious" de Sora Amamiya.